# Kjokutó I Love You
A Kjokutó I Love You (極東 I Love You; „Távolkelet, szeretlek”; Hepburn: Kyokutō I Love You) a Buck-Tick japán rockegyüttes tizenkettedik nagylemeze, mely 2002-ben jelent meg. Tizenkettedik volt az Oricon albumlistáján, 28 770 eladott példánnyal. A 21st Cherry Boy a T. Rex együttes 20th Century Boy című dalából is tartalmaz néhány sort. A lemez tematikusan kapcsolódik a következő, Mona Lisa Overdrive című albumhoz: a Kjokutó I Love You utolsó, instrumentális száma a Mona Lisa Overdrive első dalának zenei alapját adja, az utóbbi album utolsó dalának zenei alapja pedig a Kjokutó I Love You első dalában bukkan fel ismét.

## Dallista
Az összes dalszöveg szerzője Szakurai Acusi, kivéve, ahol külön jelölve van; az összes szám szerzője Imai Hiszasi, kivéve, ahol külön jelölve van.
| 1.    | Sippuu no Blade Runner (疾風のブレードランナー)               | Imai Hiszasi                  |                 |  |
| 2.    | 21st Cherry Boy                                               | Szakurai Acusi & Imai Hiszasi |                 |  |
| 3.    | Warp Day                                                      |                               |                 |  |
| 4.    | Sanikuszai -Carnival- (謝肉祭-カーニバル-)                    |                               | Hosino Hidehiko |  |
| 5.    | Trigger                                                       |                               |                 |  |
| 6.    | Long Distance Call                                            |                               |                 |  |
| 7.    | Kjokutó jori ai vo komete (極東より愛を込めて)                |                               |                 |  |
| 8.    | Ghost                                                         |                               |                 |  |
| 9.    | Brilliant                                                     |                               | Hosino Hidehiko |  |
| 10.   | Ókoku Kingdom Come -Moon Rise- (王国 Kingdom come-moon rise-) |                               |                 |  |
| 11.   | Continue (instrumentális)                                     |                               |                 |  |
| 48:06 |                                                               |                               |                 |  |